# USS Los Angeles (CA-135)
USS Los Angeles (CA-135) là một tàu tuần dương hạng nặng thuộc lớp Baltimore của Hải quân Hoa Kỳ được đưa vào hoạt động khi Chiến tranh Thế giới thứ hai đã sắp kết thúc. Nó là chiếc tàu chiến thứ ba của Hải quân Mỹ được đặt cái tên này, theo tên thành phố Los Angeles thuộc tiểu bang California. Được hoàn tất quá trễ không thể góp phần trong Thế Chiến II, con tàu đã tiếp tục phục vụ trong các cuộc Chiến tranh Lạnh và Chiến tranh Triều Tiên trước khi được cho xuất biên chế vào năm 1963 và bị tháo dỡ vào năm 1975. Los Angeles đã được tặng thưởng năm Ngôi sao Chiến trận do thành tích phục vụ trong cuộc Chiến tranh Triều Tiên.

## Thiết kế và chế tạo

### Thiết kế
Sau khi những giới hạn về tải trọng của tàu tuần dương hạng nặng do Hiệp ước Hải quân Washington quy định được dỡ bỏ, lớp Baltimore được thiết kế về căn bản dựa trên chiếc USS Wichita, và một phần cũng dựa trên lớp tàu tuần dương hạng nhẹ lớp Cleveland đang được chế tạo. Những chiếc Baltimore có trong lượng choán nước tiêu chuẩn lên đến 14.500 tấn Anh (14.733 t), và trang bị chín khẩu pháo 8 in (200 mm) trên ba tháp pháo ba nòng. So với lớp Wichita, vũ khí phòng không hạng nhẹ tiếp tục được tăng cường: 12 khẩu đội Bofors 40 mm bốn nòng (48 nòng pháo) cùng với 20-28 khẩu Oerlikon 20 mm. Sau Thế chiến II, pháo phòng không 20 mm bị tháo dỡ do kém hiệu quả, và pháo Bofors 40 mm được thay thế bằng pháo 3-inch/50-caliber trong thập niên 1950.

### Chế tạo
Los Angeles được đặt lườn tại Xưởng hải quân Philadelphia, Philadelphia vào ngày 28 tháng 7 năm 1943. Nó được hạ thủy vào ngày 20 tháng 8 năm 1944, được đỡ đầu bởi bà Fletcher Bowron; và được đưa ra hoạt động vào ngày 22 tháng 7 năm 1945 dưới quyền chỉ huy của hạm trưởng, Đại tá hải quân John A. Snackenberg.

## Lịch sử hoạt động

### 1945-1948
Sau chuyến đi chạy thử máy ngoài khơi vịnh Guantánamo, Cuba, Los Angeles lên đường vào ngày 15 tháng 10 năm 1945 hướng sang Viễn Đông, ngang qua khu vực bờ Tây Hoa Kỳ, và đã đi đến Thượng Hải, Trung Quốc vào ngày 3 tháng 1 năm 1946. Trong một năm tiếp theo nó đã hoạt động cùng với Đệ Thất hạm đội dọc theo bờ biển Trung Quốc và vùng biển Tây Thái Bình Dương cho đến quần đảo Mariana. Nó quay trở về San Francisco, California vào ngày 21 tháng 1 năm 1947, và được cho xuất biên chế tại Xưởng hải quân San Francisco vào ngày 9 tháng 4 năm 1948 để được đưa về Hạm đội Dự bị Thái Bình Dương.

### 1951-1953
Los Angeles được cho tái biên chế trở lại vào ngày 27 tháng 1 năm 1951 dưới quyền chỉ huy của hạm trưởng, Đại tá Robert N. McFarlane. Trong những nỗ lực của Hoa Kỳ nhằm đối phó lại cuộc xâm chiếm của phe Cộng sản xuống Nam Triều Tiên, nó lên đường hướng sang Viễn Đông vào ngày 14 tháng 5 tham gia các hoạt động tác chiến ngoài khơi bờ biển phía Đông của Triều Tiên, và vào ngày 31 tháng 5 đã đảm nhiệm vai trò soái hạm cho Chuẩn đô đốc Arleigh A. Burke, Tư lệnh Hải đội Tuần dương 5. Trong sáu tháng tiếp theo sau, nó hoạt động dọc theo bờ biển của bán đảo Triều Tiên, trải rộng từ Hungnam ở phía Đông đến Haeju về phía Tây, nả pháo vào các vị trí đối phương dọc bờ biển.
Sau khi quay trở về Hoa Kỳ vào ngày 17 tháng 12 để đại tu và huấn luyện, Los Angeles được bố trí lượt hoạt động thứ hai tại vùng biển Triều Tiên vào ngày 9 tháng 10 năm 1952, và đã tham gia vào đợt bắn phá tập trung các công sự và đài quan sát của đối phương tại Koji-ni vào ngày 11 tháng 10. Trong những tháng tiếp theo, nó tiếp tục bắn pháo hỗ trợ cho lực lượng Hoa Kỳ trên bờ, và tuần tra trong vùng biển Nhật Bản cùng các tàu sân bay nhanh của Đệ Thất hạm đội. Trong khi tham gia hoạt động bắn phá Wonsan vào cuối tháng 3 và đầu tháng 4 năm 1953, chiếc tàu tuần dương bị hư hại nhẹ bởi hỏa lực của pháo phòng thủ duyên hải đối phương, nhưng vẫn tiếp tục hoạt động cho đến khi lên đường quay trở về bờ Tây vào giữa tháng 4. Nó về đến Long Beach vào ngày 15 tháng 5.

### 1953-1963
Từ tháng 11 năm 1953 đến tháng 6 năm 1963, Los Angeles được bố trí tám lượt hoạt động khác tại Viễn Đông, nơi nó phục vụ như là soái hạm của hải đội tuần dương thuộc Đệ Thất hạm đội nhằm hỗ trợ cho các hoạt động "duy trì hòa bình" tại khu vực đầy bất ổn này của thế giới. Nhiệm vụ này đã đưa nó đến suốt từ bờ biển nhật Bản cho đến biển Nhật Bản, Hoàng Hải cùng Biển Đông và Nam Trung Quốc; cùng các đơn vị của Đệ Thất hạm đội đi đến các căn cứ của Hoa Kỳ tại Philippines và Okinawa, cùng các căn cứ Đồng Minh tại Nam Triều Tiên, Hong Kong, Australia và Đài Loan. Trong vụ Khủng hoảng eo biển Đài Loan lần thứ nhất năm 1955, nó đã tuần tra tại khu vực eo biển Đài Loan giúp bảo vệ cho hòn đảo này khỏi nguy cơ bị lực lượng Cộng sản Trung Quốc xâm chiếm. Ngoài thời gian được bố trí tại Tây Thái Bình Dương, Los Angeles hoạt động ngoài khơi Long Beach dọc theo bờ Tây Hoa Kỳ và tại Đông Thái Bình Dương đến tận quần đảo Hawaii. Nó quay trở về Long Beach sau đợt bố trí cuối cùng tại Viễn Đông vào ngày 20 tháng 6 năm 1963.

### Ngừng hoạt động và số phận
Los Angeles xuất biên chế tại Long Beach vào ngày 15 tháng 11 năm 1963, và được đưa về Hạm đội Dự bị Thái Bình Dương tại San Diego. Nó được cho rút tên khỏi danh sách Đăng bạ Hải quân vào ngày 1 tháng 1 năm 1974; và bị bán vào ngày 16 tháng 5 năm 1975 cho hãng National Steel Corporation với giá tiền 1.864.380,21 Đô la Mỹ, và được tháo dỡ tại San Pedro, California sau đó.
Cầu tàu của Los Angeles hiện đang được trưng bày tại Bảo tàng Hàng hải Los Angeles ở San Pedro, California.

## Phần thưởng
Los Angeles được tặng thưởng năm Ngôi sao Chiến trận do thành tích phục vụ trong Chiến tranh Triều Tiên. ==
| Bronze star |             |             |
|             |             |             |
|             | Silver star | Bronze star |
|             |             |             |

| Dãi băng Hoạt động Tác chiến             | Dãi băng Hoạt động Tác chiến                             | Huân chương Phục vụ Trung Hoa với 1 Ngôi sao Chiến trận  | Huân chương Phục vụ Trung Hoa với 1 Ngôi sao Chiến trận             |
| Huân chương Chiến dịch Hoa Kỳ            | Huân chương Chiến thắng Thế Chiến II                     | Huân chương Chiến thắng Thế Chiến II                     | Huân chương Phục vụ Chiếm đóng Hải quân                             |
| Huân chương Phục vụ Phòng vệ Quốc gia    | Huân chương Phục vụ Triều Tiên với 5 Ngôi sao Chiến trận | Huân chương Phục vụ Triều Tiên với 5 Ngôi sao Chiến trận | Huân chương Viễn chinh Lực lượng Vũ trang với 1 Ngôi sao Chiến trận |
| Đơn vị Tuyên dương Tổng thống (Hàn Quốc) | Huân chương Liên Hợp Quốc Phục vụ Triều Tiên             | Huân chương Liên Hợp Quốc Phục vụ Triều Tiên             | Huân chương Phục vụ Chiến tranh Triều Tiên (Hàn Quốc)               |

## Văn hóa đại chúng
USS Los Angeles đã góp mặt trong một tập của bộ truyện tranh kinh điển Tintin của tác giả Hergé. Trong tập The Red Sea Sharks nó được cho tuần tra trong Biển Đỏ và đã tham gia vào việc giải cứu Tintin cùng những người bạn khỏi một chiếc U-Boat sau chiến tranh do bọn buôn nô lệ sử dụng.